# سنت مارتین ده توس
سنت مارتین ده توس (به اسپانیایی: San Martín de Tous) یک منطقهٔ مسکونی در اسپانیا است که در آنیویا واقع شده‌است. سنت مارتین ده توس ۳۹٫۲ کیلومتر مربع مساحت دارد.